# Čtvrtá alija
Jako čtvrtá alija se označuje čtvrtá vlna židovské imigrace na území Britského mandátu Palestina (dnešního Izraele) z Evropy a Asie v letech 1924 až 1928. Během této aliji přišlo do mandátu přibližně 82 000 imigrantů, a to zejména ze zemí východní Evropy (polovina z nich pocházela z Polska, zbytek pak ze Sovětského svazu, Rumunska a Litvy). Celkem 12 % všech imigrantů pocházelo z Asie, hlavně z Jemenu a Iráku.

## Charakter čtvrté aliji
Od roku 1924 došlo ke změně charakteru a skladby imigrace do mandátní Palestiny, a přestože tato imigrační vlna proběhla krátce po předchozí, je pokládána za samostatnou. Hlavním rozdílem mezi třetí a čtvrtou alijou byl výrazně nižší příchod socialistických pionýrů (způsobeno omezeným vystěhovalectvím ze SSSR). Naopak během této aliji přišly především rodiny ze střední třídy pocházející z měst, které byly zásadní pro rozvoj malých až středních podniků (zakládaly malé továrny, hotely, obchody) a lehkého průmyslu. Tato imigrační vlna rovněž přinesla velký rozvoj měst, zejména Tel Avivu.
V letech 1926 až 1927 zasáhla britský mandát doposud nejsilnější ekonomická krize, a navzdory tomu, že v následujících dvou letech došlo k ozdravení ekonomiky, byl již zbytek této aliji krizí postižen. Přímo v důsledku ekonomické krize opustilo mandát na 23 000 Židů.

## Příčiny imigrace
Většina imigrantů, která do Palestiny v tomto období přišla, byla motivována vzestupem antisemitismu, či ekonomickou krizí v jednotlivých evropských státech. Svůj podíl na této aliji do mandátu měly i imigrační kvóty zavedené Spojenými státy.